# Cité-jardin du Stockfeld
La cité-jardin ou faubourg-jardin du Stockfeld [ ʃtɔkfɛlt] est un quartier de Strasbourg, dans le département français du Bas-Rhin, construit au début du 20e siècle — alors que l’Alsace était allemande — et aujourd’hui classé monument historique.

## Localisation
Cette cité-jardin est située au Stockfeld, dans le sud du quartier Neuhof 2 à Strasbourg.

## Historique

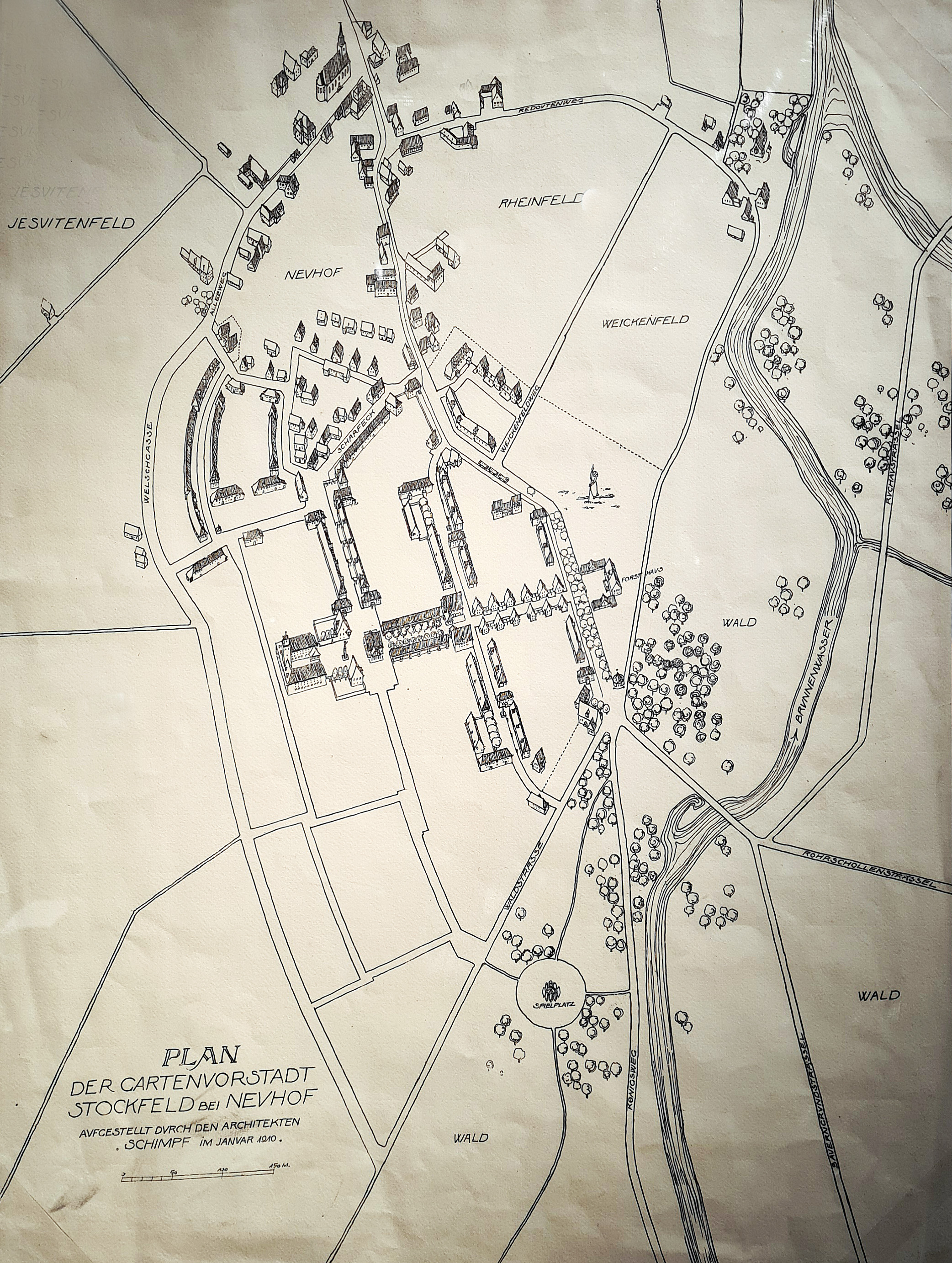
Plan dressé en janvier 1910 par Édouard Schimpf.

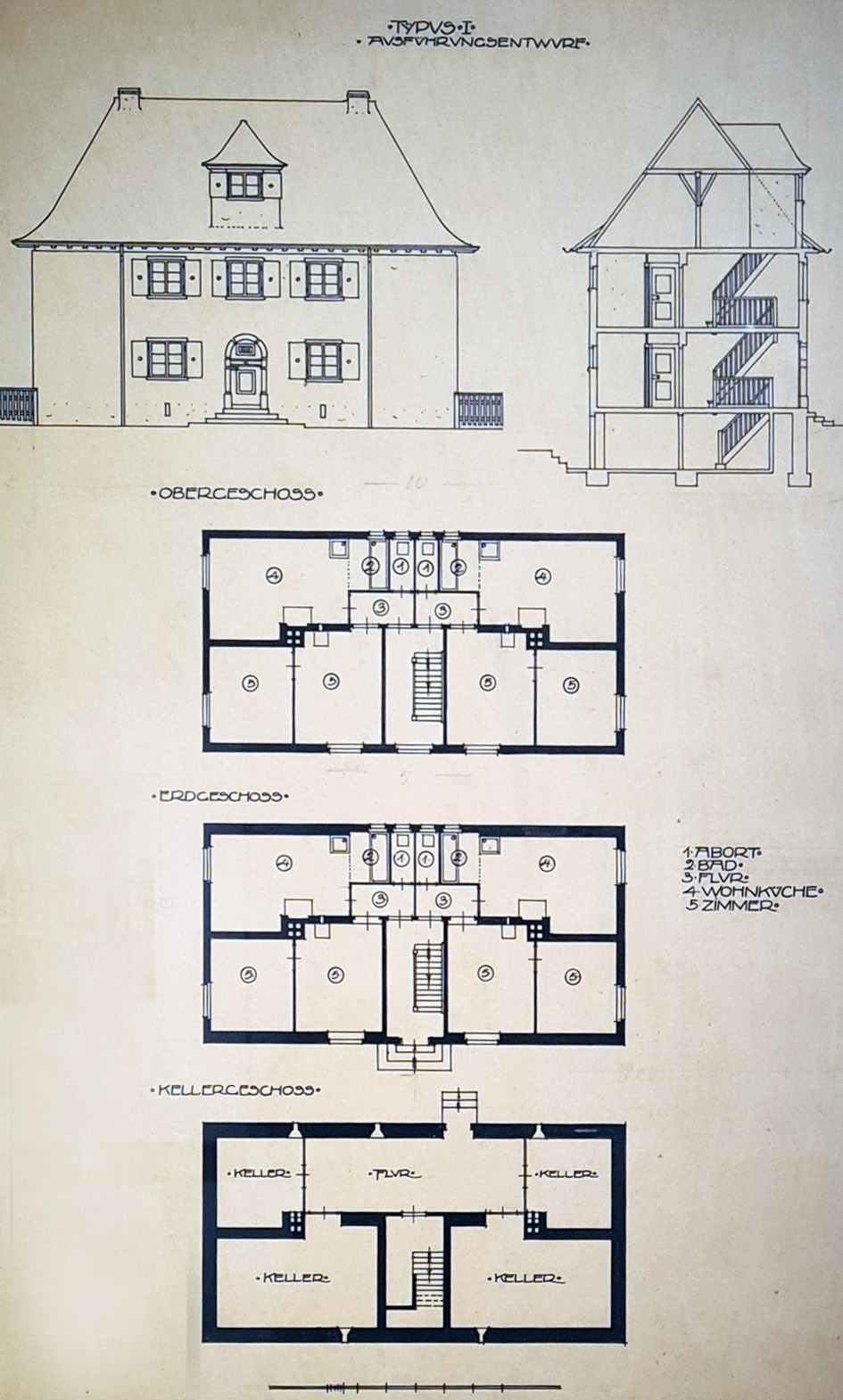
Plan d'une maison par Édouard Schimpf (vers 1909).

La cité-jardin du Stockfeld a été construite entre 1910 et 1912 dans le quartier du Neuhof à six kilomètres au sud de Strasbourg.
Le projet d'une cité-jardin destinée à reloger les populations du centre-ville date du début du XXe siècle. En effet dès 1907, le maire Rudolf Schwander décide d’assainir et de moderniser le centre historique de la ville, cela impliqua de démolir 126 maisons, abritant 914 foyers
et 3 460 habitants.
Le projet retenu est celui d’Édouard Schimpf, il s’est inspiré des modèles anglais de cités-jardins, et intitule d’ailleurs son projet Howard, en référence au théoricien Ebenezer Howard. Il avait également connaissance de la première cité-jardin inaugurée sur le continent, celle d’Hellerau, construite à Dresde en 1909 à l’initiative de l’industriel Karl Schmidt.
C'est un autre architecte, Ernst Zimmerle, qui achèvera le chantier, Édouard Schimpf ayant abandonné à la suite de désaccords avec la ville de Strasbourg. La construction des 457 logements prévus est interrompue par la Première Guerre mondiale, seuls 220 logements seront achevés.
Ces habitations font l'objet d'une inscription au titre des monuments historiques depuis 1996.

## Architecture

Alignements
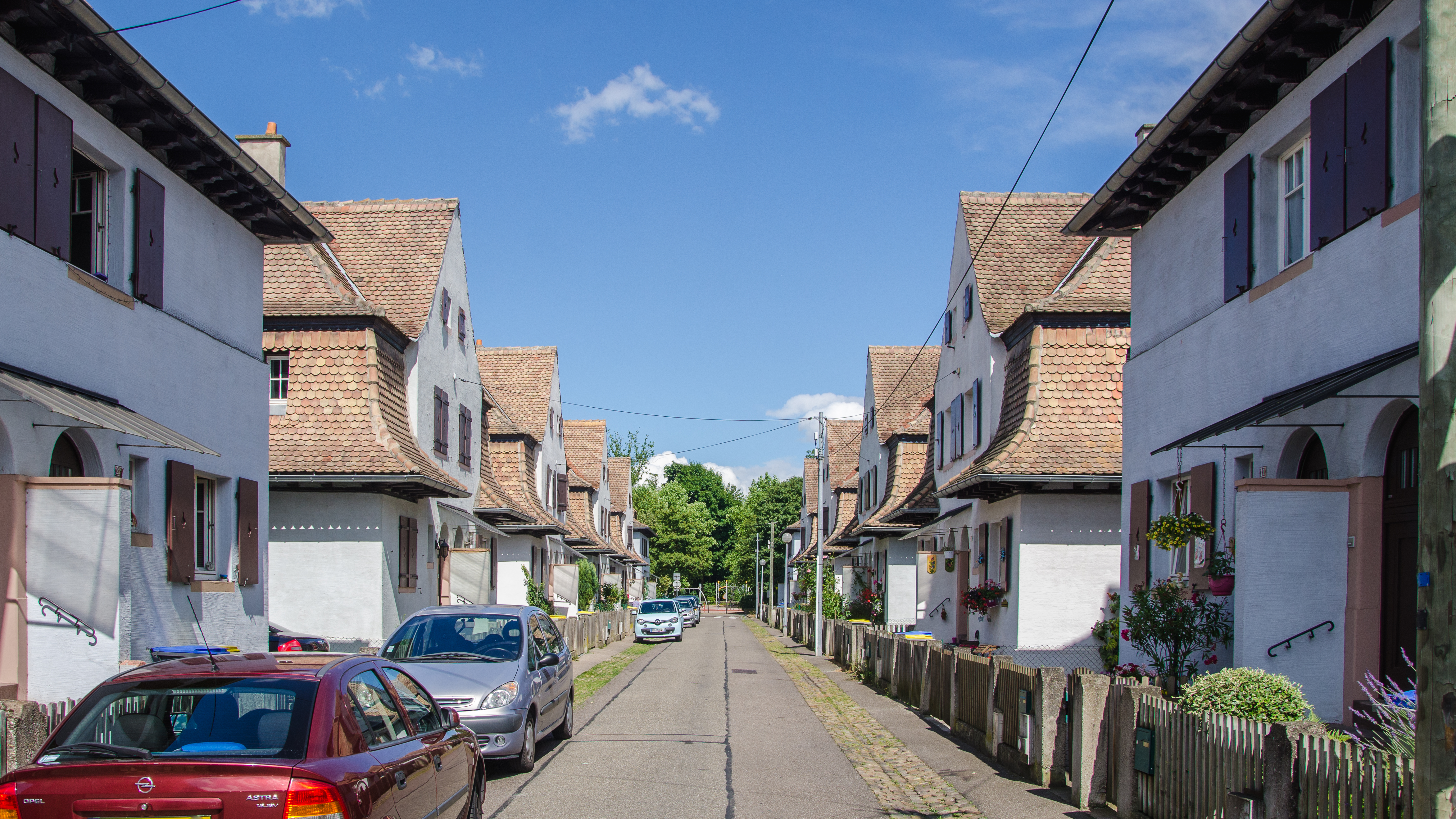
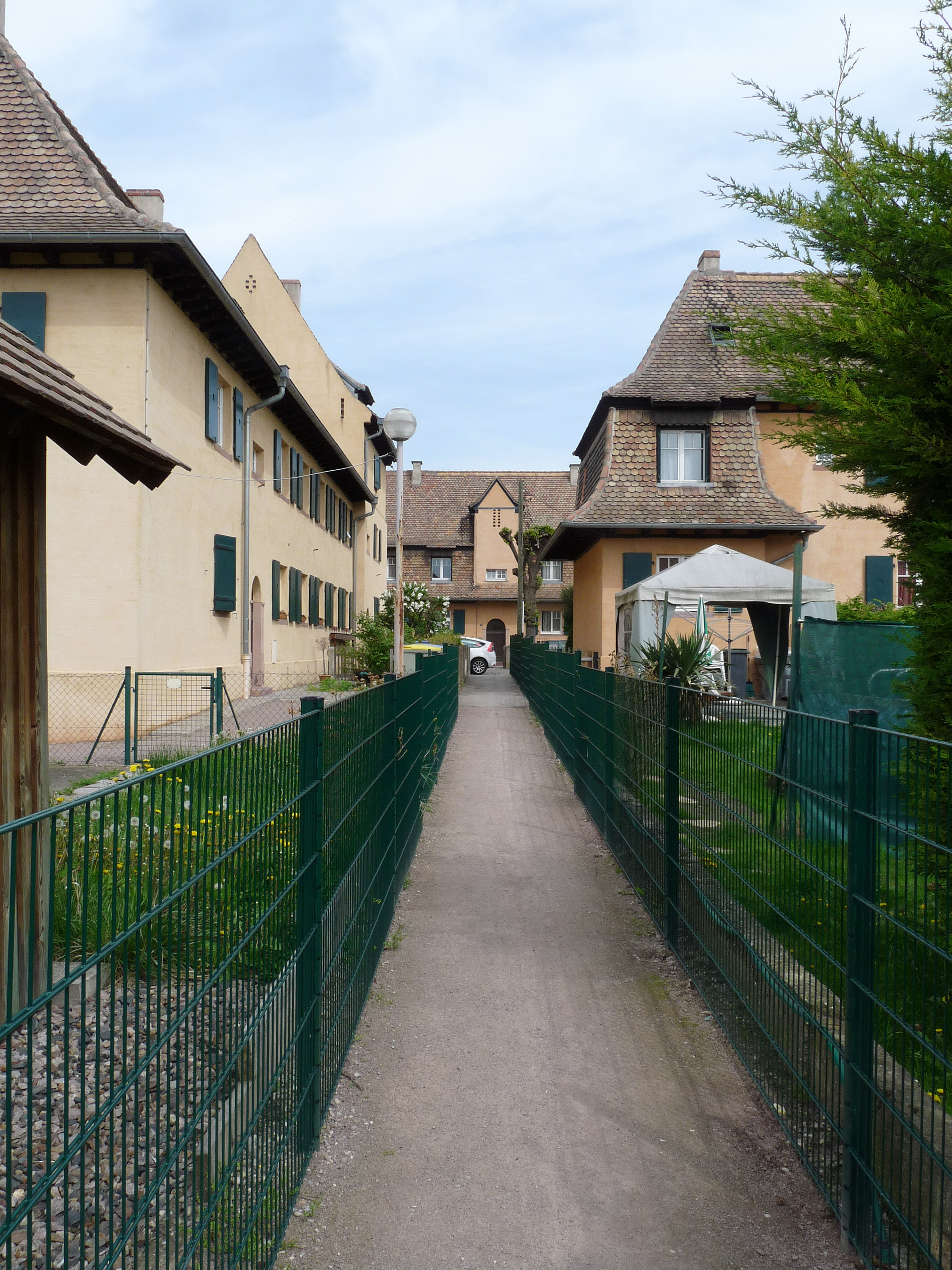
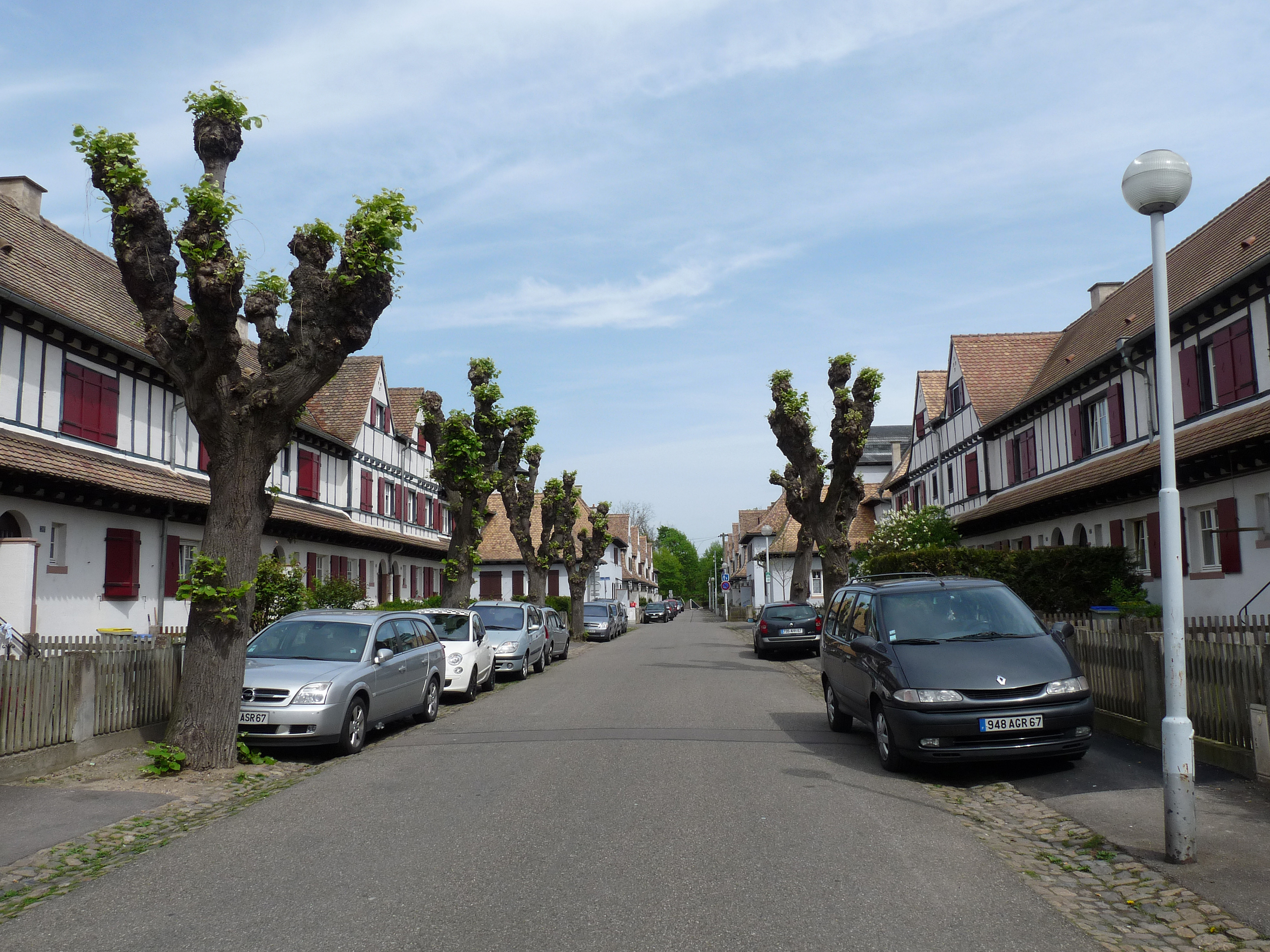

Maisons et jardins.
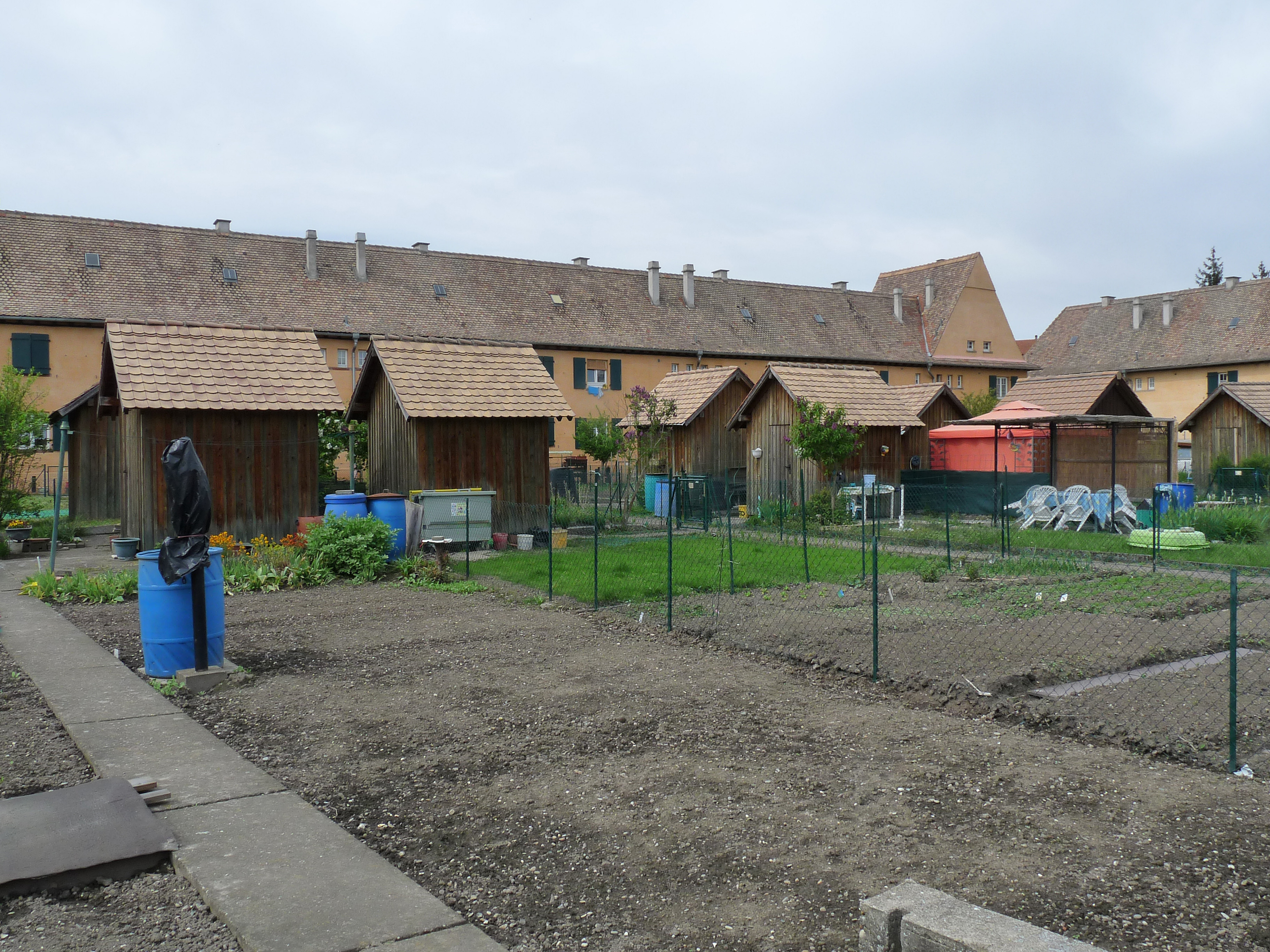
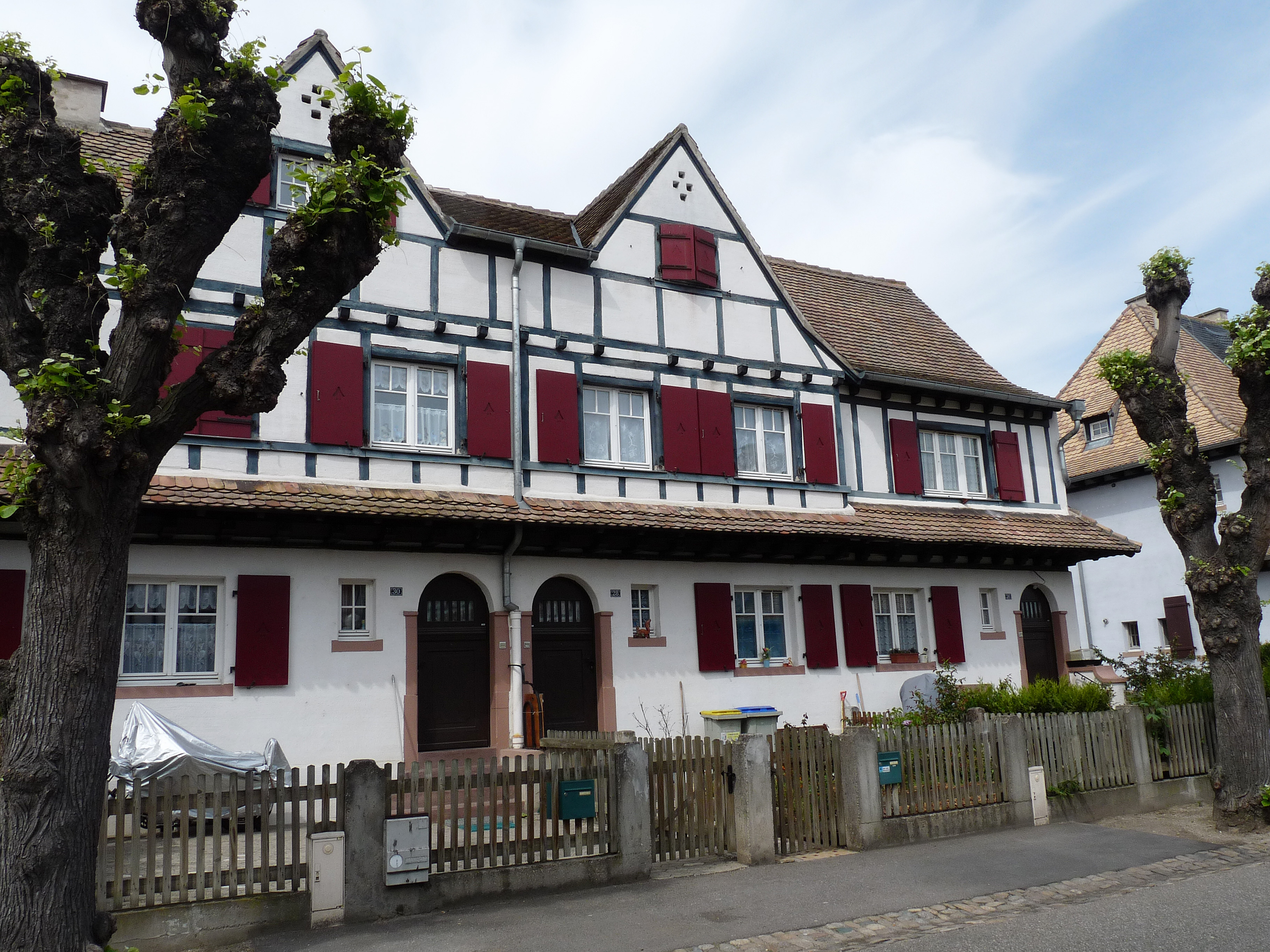
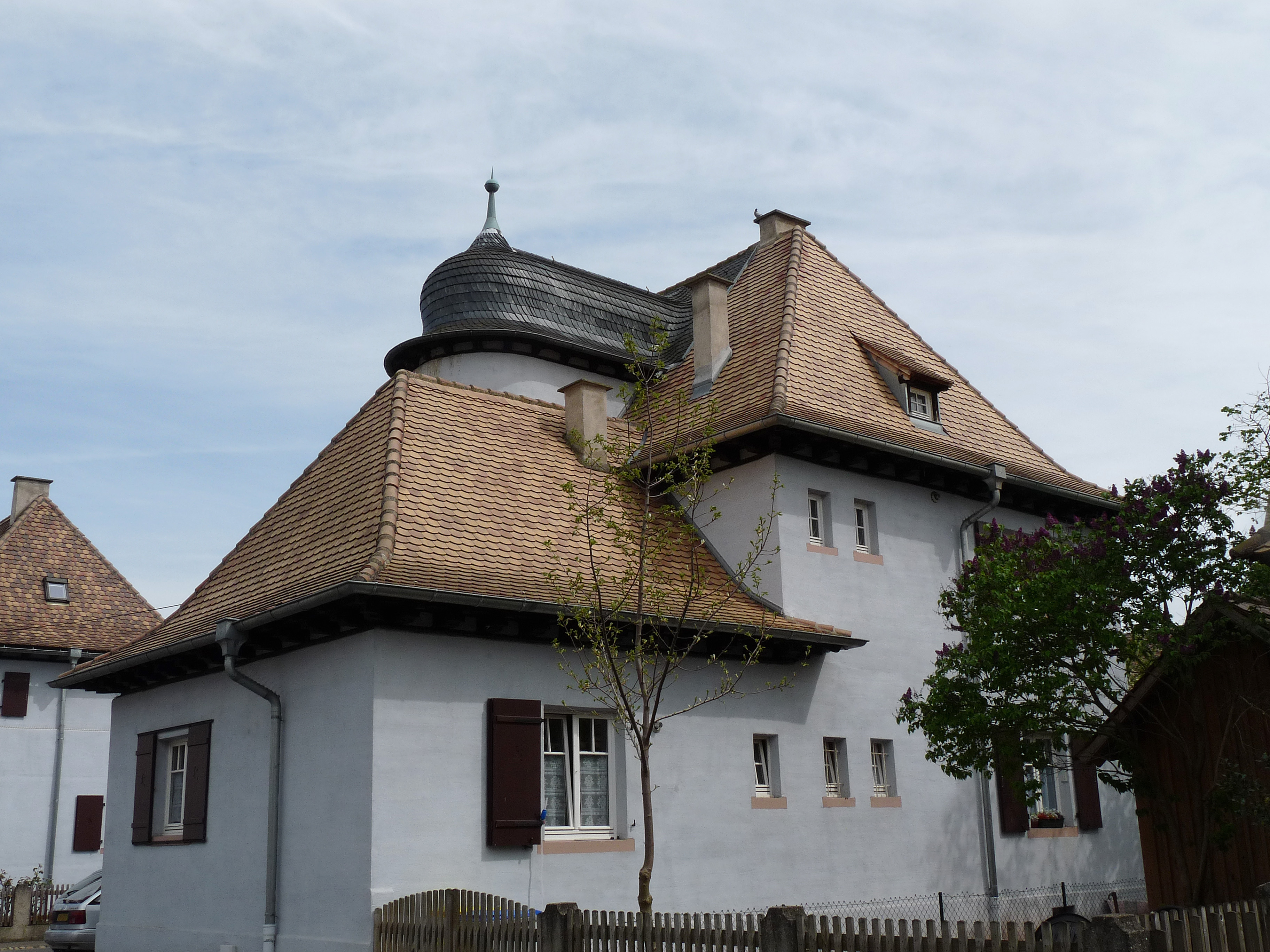
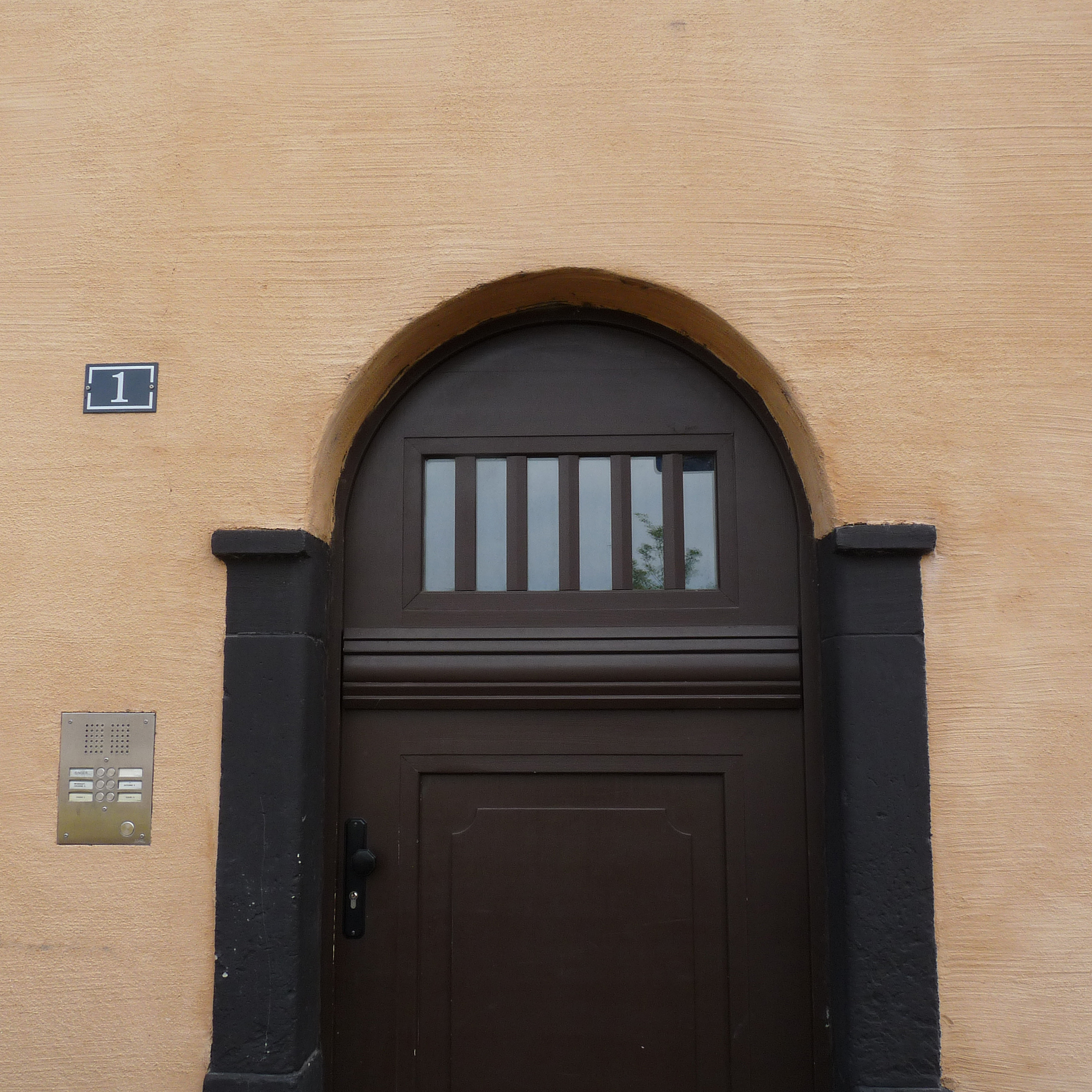
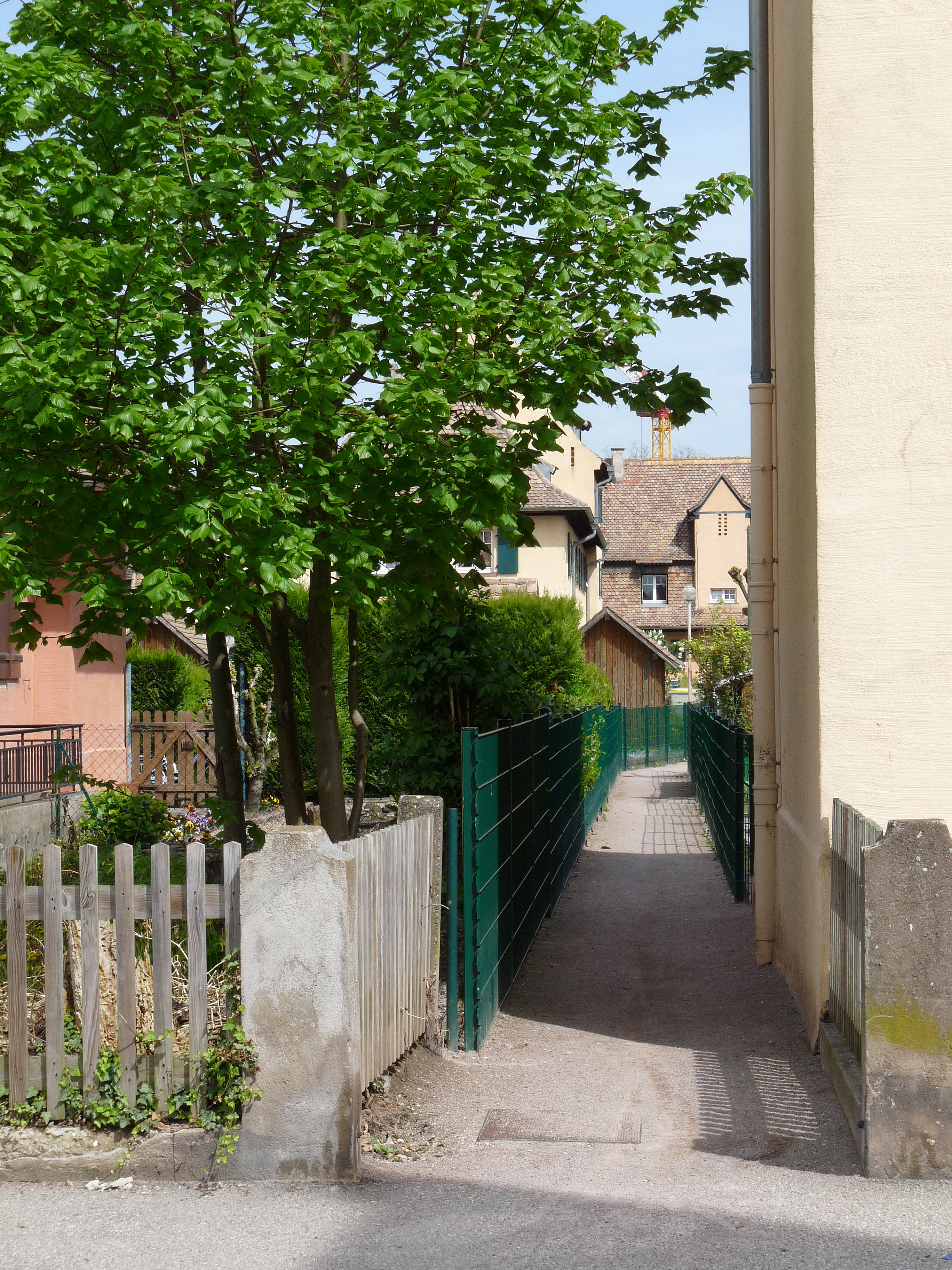